# アルカディア (映画)
『アルカディア』（英題；The Endless）は、2017年にアメリカで公開されたSFスリラー映画。監督はジャスティン・ベンソン、アーロン・ムーアヘッドが担当。

## ストーリー
かつて自給自足のカルト教団『Death cult』の村「アルカディア」から脱走し、普通の生活をしていた兄弟。2人は幼いときから教団の中で特殊な生活を送ったため、普通の暮らしに馴染めない。アルカディアから送られてきた一本のビデオテープを契機に、10年という長年の時を経て再び山奥にある教団の元へ戻り、様々な怪奇現象や恐怖体験をしていき、真実を探し出していく。

## 出演者
- ジャスティン・ベンソン
- アーロン・ムーアヘッド
- キャリー・ヘルナンディス（英語版）
- テイト・エリントン（英語版）

## 特徴
映画「アルカディア」は海外ドラマ「Homecoming」や「Lost」等のような人を怖がらせる音楽、映像の取り方などをしており、見ているものに不安と緊張を与える。